# Fonction de demande marshallienne
Pour les articles homonymes, voir Marshall.
En théorie microéconomique, une fonction de demande marshallienne, d'après le nom de l'économiste anglais Alfred Marshall, décrit ce que le consommateur désire acheter en fonction des prix des biens sur le marché et de son revenu. Cette notion suppose que le consommateur est un homo œconomicus, c'est-à-dire capable de résoudre parfaitement le problème de maximisation d'utilité. Dans le contexte de l'équilibre général, la demande marshalliene est connue sous le nom de fonction de demande walrasienne, en référence à l'économiste français Léon Walras ou encore, fonction de demande non compensée à l'opposé de la fonction de demande hicksienne (John R. Hicks), dite compensée.
Selon le problème de maximisation d'utilité (problème primal), où L dénote le nombre de biens ; p, les prix ; w, la richesse du consommateur et B(p, w), l'ensemble budgétaire tel que :
{\displaystyle B(p,w)=\{x:\langle p,x\rangle \leq w\},}
où {\displaystyle \langle p,x\rangle } est un produit scalaire de prix et de quantité des biens.
La forme fonctionnelle de l'utilité du consommateur est donnée par l'expression suivante : 
{\displaystyle u:{\textbf {R}}_{+}^{L}\rightarrow {\textbf {R}}.}
La correspondance de demande marshallienne est définie par :
{\displaystyle x^{*}(p,w)=\operatorname {argmax} _{x\in B(p;w)}u(x).}
S'il y a une fonction d'utilité unique à maximiser pour un vecteur de prix et un montant donné du revenu, on parle alors de la fonction de demande marshallienne.

## Exemple
Soit un consommateur qui consomme deux biens et caractérisé par de préférences décrites par la fonction d'utilité suivante {\displaystyle U(x_{1},x_{2})=x_{1}^{0.5}x_{2}^{0.5}} (fonction Cobb-Douglas). S'il consacre la moitié de son revenu à l'acquisition de chaque produit, alors sa fonction de demande marshallienne est donnée par l'expression suivante :
{\displaystyle x(p_{1},p_{2},w)=\left({\frac {w}{2p_{1}}},{\frac {w}{2p_{2}}}\right).}
Par extension, si un agent économique est caractérisé par des préférences décrites par une fonction d'utilité Cobb-Douglas homogène linéaire telle que : {\displaystyle U(x_{1},x_{2})=x_{1}^{a}x_{2}^{1-a}}, les prédictions de la fonction de la demande marshallienne établissent que ce type de consommateur va à chaque fois utiliser une part constante de ses revenus afin d'acheter chacun des deux produits de base:
{\displaystyle x(p_{1},p_{2},w)=\left({\frac {aw}{p_{1}}},{\frac {(1-a)w}{p_{2}}}\right).}
En général, pour une fonction d'utilité telle que :
{\displaystyle U(x_{1},x_{2})=x_{1}^{a}x_{2}^{b}}
les fonctions de demande marshallienne s'écrivent:
{\displaystyle x(p_{1},p_{2},w)=\left({\frac {aw}{(a+b)p_{1}}},{\frac {bw}{(a+b)p_{2}}}\right).}

### Sources
- (en) Andreu Mas-Colell, Michael Whinston et Jerry Green, Microeconomic Theory, Oxford, Oxford University Press, 1995 (ISBN 0-19-507340-1)
- Hal R. Varian, Analyse microéconomique, Bruxelles, De Boeck, 2008
- (en) Kelvin J. Lancaster, « A New Approach to Consumer Theory », The Journal of Political Economy, vol. 74, no 2,‎ 1966, p. 132-157